# 昂格拉尔德萨莱尔
昂格拉尔德萨莱尔（法語：Anglards-de-Salers，法語發音：[ɑ̃ɡlaʁ də salɛʁ]，意为“萨莱尔的昂格拉尔德”），又称昂格拉德萨莱，是法国康塔尔省的一个市镇，位于该省西北部，属于莫里亚克区。

## 地理
昂格拉尔德萨莱尔（45°12'17"N, 2°26'24"E）面积48.36 平方千米，位于法国奥弗涅-罗讷-阿尔卑斯大区康塔爾省，该省份为法国中南部省份，位于法國中央高原中心，北起科雷兹省、上盧瓦爾省和多姆山省，西接洛特省和科雷兹省，南至阿韦龙省和洛特省，东临上盧瓦爾省和洛泽尔省。
与昂格拉尔德萨莱尔接壤的市镇（或旧市镇、城区）包括：梅阿莱、穆萨日、圣博内德萨莱尔、圣樊尚德萨莱尔、萨兰、勒沃尔米耶、勒维让。

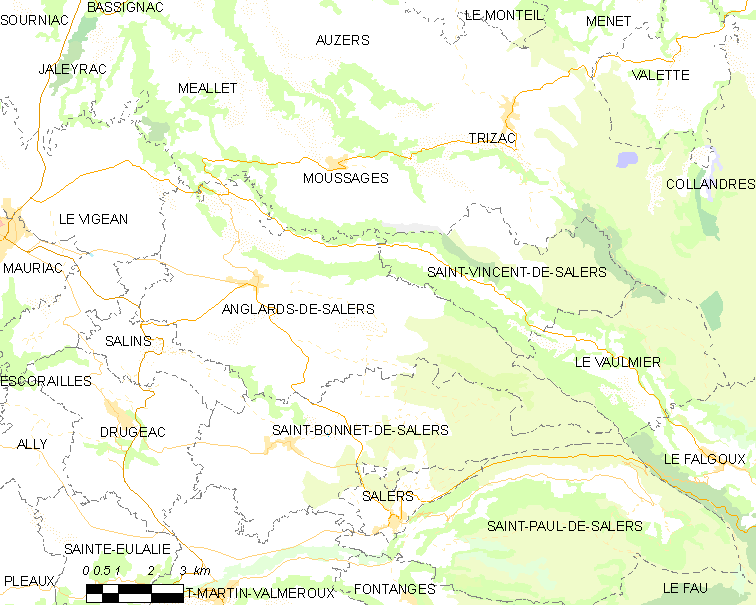
昂格拉尔德萨莱尔的OSM定位图

昂格拉尔德萨莱尔的时区为UTC+01:00、UTC+02:00（夏令时）。

## 行政
昂格拉尔德萨莱尔的邮政编码为15380，INSEE市镇编码为15006。

## 政治
昂格拉尔德萨莱尔所属的省级选区为莫里亚克县。

## 人口

1962-2008年间昂格拉尔德萨莱尔人口变化图示

昂格拉尔德萨莱尔于2022年1月1日时的人口数量为724人。